# Joyce Waters
Joyce Mary Waters (2 de junio de 1931) es una cristalógrafa y química neozelandesa, profesora emérita en la Universidad Massey. Fue la segunda mujer  en recibir un doctorado en Química en la Universidad de Auckland, y la primera mujer presidente del Instituto de Química de Nueva Zelanda .

## Primeros años y educación
Joyce Mary Partridge nació en Auckland el 2 de junio de 1931, la hija de Mary y Thomas Harold Charles Partridge. Se educó en la Diocesan School for Girls en Auckland, de 1938 a 1949, y continuó sus estudios superiores en la Universidad de Auckland; obtuvo la licenciatura en ciencia en 1954, la maestría en ciencias en 1955, y el doctorado en 1960. Fue la segunda mujer en completar un doctorado en Química en Auckland.
En 1959, se casó con el también químico Neil Waters, fallecido en 2018.

## Carrera académica
Waters consiguió un puesto de profesora numeraria en Auckland en 1961, y ascendió luego al rango de profesora asociada. En 1983, se trasladó a la Universidad Massey como investigadora y profesora asociada de química. Waters fue presidente del Instituto de Química de Nueva Zelanda entre 1989 y 1990, la primera mujer en desempeñar este cargo.
En 2000 obtuvo una cátedra. Tras su jubilación, Tras su jubilación oficial, Waters continuó su labor de investigación y enseñanza a tiempo parcial en la universidad Massey, y ostenta el título de profesora emérita.
Su labor de investigación tuvo como denominador común la determinación de estructuras moleculares por medio de la cristalografía de rayos X. Una de las primeras publicaciones de Waters temprana fue el primer ejemplo de la estructura de un complejo de coordinación unido a un metal mediante un enlace de hidrógeno.

## Honores y premios
En 1996, Waters obtuvo la Medalla Massey  en reconocimiento a  sus servicios a la universidad y la ciencia. En 2006 fue nombrada Oficial de la Orden del Mérito de Nueva Zelanda.
Waters es Socia  de la Sociedad Real de Nueva Zelanda desde 1999, y es también Socia del Instituto de Química de Nueva Zelanda.